# Кава Віктор Іванович
Кава Віктор Іванович (1 січня 1937, с. Поділ Срібнянського району Чернігівської області — 26 листопада 2004, Київ) — український дитячий письменник.

## Біографія
Народився 1 січня 1937 в родині вчителів у селі Поділ Сріблянського району Чернігівської області.
Школярем Віктор багато читав, писав вірші, дописував у стіннівки, надсилав інформації до райгазети «Срібнянщина». По закінченні середньої школи вступив до Київського університету на факультет журналістики. Здобувши диплом з відзнакою, почав працювати редактором у дитячому видавництві «Веселка». Після кілька років завідував відділом літератури в журналі «Барвінок», потім був літконсультантом і відповідальним секретарем комісії Спілки письменників України по роботі з молодими авторами.
Талант Віктора Кави високо вшановано: він лауреат літературноі преміі імені Лесі Украінки.

## Творчість
Письменник відомий своїми творами й за межами України. «Осінню стежку» видано в Москві, Латвії, Азербайджані, Узбекистані. Збірку оповідань «Жита за хатою» — в Білорусі, «Червону вулицю» — в Росії, Латвії, Литві, «Вибране» — в Латвії. Оповідання друкувалися англійською, німецькою, румунською, болгарською мовами.
За свою багаторічну і плідну працю на ниві української дитячої літератури Віктор Кава був нагороджений медаллю ім. А. С. Макаренка, орденом «Знак Пошани», медаллю «За доблесний труд». У 1985 році йому було присуджено Республіканську літературну премію ім. Лесі Українки. А ще письменник був нагороджений медалями та грамотою Президії Верховної Ради України.

## Твори
- Кава В. Будь обережна, Марійко!: Повість. — К.: Веселка, 1982. — 175 с., іл.
- Кава В. Вечерние тени. Рассказ и повести. — М.: Дет. лит. 1967.,207 с. : илл.
- Кава В. Вечірня телеграма. Повісті та оповідання. — К.: Веселка, 1965. — 169 с. : іл.
- Кава В. Вітя на вулиці: Оповідання. — К.: Веселка, 1991. — 32 с.: іл.
- Кава В. День ясний і ночі горобині: Повість. — К.: Молодь, 1980. — 208 с.
- Кава В. Історія одного велосипеда: Повість та оповідання. — К.: Веселка, 1964. — 148 с.
- Кава В. Маркіян. Повісті. — К.: Веселка, 1973, — 320 с.: іл.
- Кава В. Мені не страшно: Оповідання. — К.: Веселка, 1966. — 41 с.
- Кава В. На те літо, після війни… : Повісті та оповідання. — К.: Веселка, 1979. — 248 с. : іл.
- Кава В. Ніколи не забудеться: Повісті, оповідання. — К.: Веселка,1987. — 525 с. : іл.
- Кава В. Осіння стежка: Повість. — К.: Веселка, 1989. — 334 с.: іл.
- Кава В. Прогуляний день: Оповідання. — К.: Дитвидав,1963. — 108 с.
- Кава В. Так пахла тишина: Рассказ и повесть. — М.: Дет. лит.,1978. — 128 с., илл.
- Кава В. Троє і весна: Повісті та оповідання. — К.: Веселка, 1985. — 262 с.: іл.
- Кава В. Три червоні гвоздики: Художньо-документальні повісті. — К.: Веселка,1986. — 240 с., іл.
- Кава В. Усмішка: Оповідання. — К.: Веселка,1980. — 23 с.: іл.
- Кава В. Червона вулиця: Повість. — К.: Веселка,1974. — 349 с.: іл.